# Oswaldella shetlandica
Oswaldella shetlandica is een hydroïdpoliep uit de familie Kirchenpaueriidae. De poliep komt uit het geslacht Oswaldella. Oswaldella shetlandica werd in 1979 voor het eerst wetenschappelijk beschreven door Stepanjants. 